# Hokejski Klub Slavija
L'HK Slavija, nota anche come HK Playboy Slavija per motivi di sponsorizzazione, è una squadra di hockey su ghiaccio slovena, con sede nel quartiere di Zalog, a Lubiana. Dal 2012 al 2016 ha militato anche nella Inter-National-League, la seconda divisione austriaca. 
Si tratta della seconda squadra di hockey su ghiaccio della città per importanza, preceduta dall'HK Olimpija.

## Palmarès
- Campionati sloveni (finalista): 5

1999, 2004, 2006, 2007, 2013
- Inter-National-League (finalista): 1

2012-13